# Victor Vignon
Victor Alfred Paul Vignon (25 dicembre 1847 – 15 marzo 1909) è stato un pittore francese specialmente dedito alla pittura di paesaggi che fu principalmente coinvolto con il movimento impressionista ed i suoi protagonisti, avendo esposto a tutte le ultime quattro mostre degli Impressionisti a Parigi dal 1880 al 1886.

## Biografia
Figlio di Marie-Noémi Cadiot, una scultrice che lavoro sotto lo pseudonimo Claude Vignon (personaggio tratto dall'opera Béatrix di Balzac), e che fu la proprietaria di un albergo decorato da Puvis de Chavannes negli anni 1850, il giovane Victor ebbe una precoce introduzione nel mondo dell'Arte. Studente di Camille Corot e Adolphe-Félix Cals, ha lavorato originariamente nella zona del Val-d'Oise, con frequenti viaggi verso Clamart, Bougival, e La Celle-Saint-Cloud.
Negli anni 1870, diventa amico di Camille Pissarro e si associa al suo gruppo nel Auvers-sur-Oise, che includeva tra gli altri Paul Cézanne e Armand Guillaumin. Condividendo sessioni di pittura nonché analoghi soggetti, è proprio in questo periodo che sotto l’influenza di Pissarro il suo stile evolve e sposa i colori brillanti ed il tocco veloce della tecnica Impressionista, lasciandosi alle spalle lo stile della Scuola di Barbizon che aveva caratterizzato la sua formazione.
Nel 1878, oltre ad avere una grande vendita di opere presso Pierre-Firmin Martin, espone per la prima volta al Salon di Parigi. Nel 1880, si sposta a Nesles-la-Vallée per poi stabilirsi poco dopo a L'Isle-Adam, dove forma un'amicizia con Vincent van Gogh, ed il Dottor Paul Gachet diventa uno dei suoi migliori clienti.  Nello stesso periodo, il mercante d'Arte Théo van Gogh, fratello di Vincent, acquista alcune delle sue opere che fanno parte oggi della collezione al Van Gogh Museum di Amsterdam.
Nel 1880 e 1881, partecipa alla quinta e sesta mostra degli impressionisti di Parigi, il cui invito in tali edizioni era principalmente gestito da Edgar Degas. Nonostante qualche iniziale resistenza da parte di Claude Monet, il quale reputava alcuni dei suoi contorni troppo netti, viene inserito tra gli esponenti della più famosa settima mostra degli Impressionisti del 1882, che, al contrario delle precedenti edizioni capitanate da Degas, fu esclusivamente limitata ad un ristretto circolo di nove artisti puramente Impressionisti (gli altri otto partecipanti furono Gustave Caillebotte, Paul Gauguin, Armand Guillaumin, Claude Monet, Berthe Morisot, Camille Pissarro, Pierre-Auguste Renoir, e Alfred Sisley). La sua partecipazione con 15 opere in tale mostra cementa la sua posizione all'interno del movimento Impressionista, e di fatto lo separa dal gruppo di quegli artisti non propriamente Impressionisti che erano stati precedentemente invitati da Degas. Tra le varie rassegne della critica della mostra, il critico Sallanches nota che la fonte d'inspirazione per Vignon è la stessa del suo amico Pissarro, rispetto al quale risulta meno efficace nell'aspetto compositivo ma più brillante nel colore. Nel 1886, partecipa all'ottava ed ultima mostra degli Impressionisti. In quell'occasione, il famoso critico Félix Fénéon, ardente promotore del puntinismo e del movimento neoimpressionista guidato da Georges Seurat, ne giudica negativamente le composizioni paesaggistiche definendole generalmente invariabili e noiose. Dal'altro canto, i critici Fevre and Geffroy ne apprezzano lo stile ed il carattere "emotivo e sincero" dei suoi peasaggi.
Nel 1894, una grande mostra personale venne tenuta alla Bernheim-Jeune Gallery di Parigi. Nella prefazione del catalogo della mostra, il famoso critico Roger Marx riconosce qualche influenza della Pittura olandese ma ridimensiona significativamente le influenze di Corot e della Scuola di Barbizon, essendo quest'ultime le più comuni critiche che gli venivano mosse dai suoi detrattori. Alla fine della prefazione, Roger Marx conclude definendolo un "collegamento tra due scuole che si sono succedute e che hanno combattuto l'una contro l'altra", nonché una "transizione tra l'Arte di ieri e quella di domani".
Afflitto da problemi cardiaci e distrurbi visivi piuttosto seri gia' alla fine degli anni 1880, al contrario del suo amico Pissarro, non ha mai realmente avuto la possibilita' di evolvere verso il postimpressionismo, e alla fine degli anni 1890 comincio' a perdere la vista. Nel 1900, il Dottor Georges Viau, dentista e famoso collezionista d'Arte, aiuto' Vignon ad esporre alla "Exposition Universelle". Tre anni dopo, Pierre-Auguste Renoir e Paul Durand-Ruel aiutarono nell'organizzazione di una retrospettiva del suo lavoro. Dopo la sua morte, avvenuta nel 1909, Renoir and Julie Manet-Rouart (la figlia di Berthe Morisot) furono coinvolti nell'organizzazione di un'altra mostra in suo onore.
Estremamente gradito dai collezionisti d'Arte, le sue opere hanno (e fanno oggi) parte di importanti collezioni private. Tra gli altri, aste tenutesi nel periodo 1900-1920 hanno rivelato una presenza significativa dei suoi dipinti nelle collezioni del Dottor Georges Viau, F. Stumpf, Conte Armand Doria, Louis Flornoy, Georges Feydeau, Albert Bernier, Nicholas Auguste Hazard, cosi come dei critici d'Arte Roger Marx e Arsene Alexandre.

## Opere selezionate

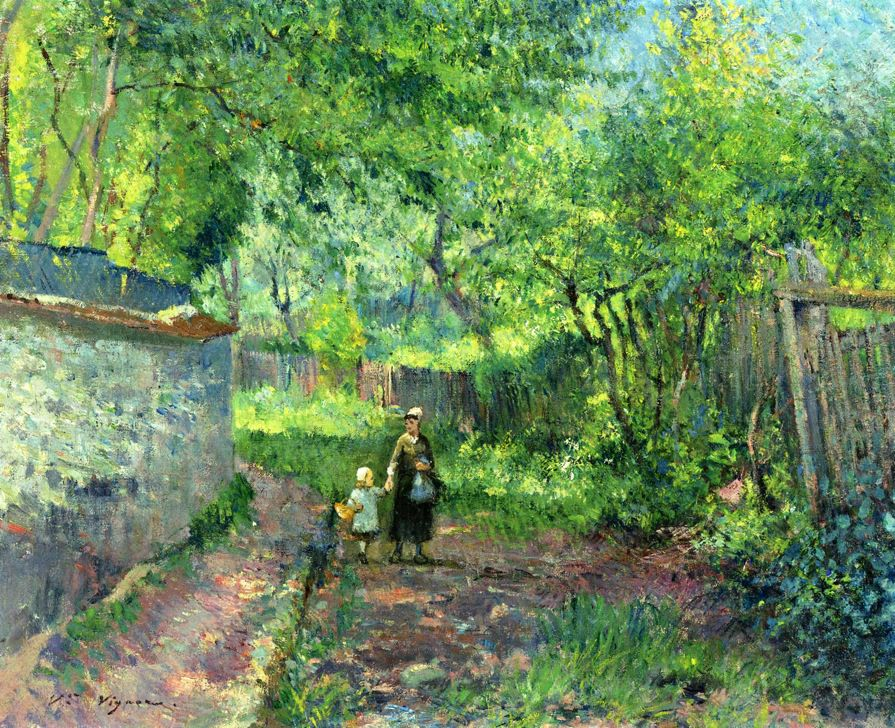
Mother and Child Taking a Walk
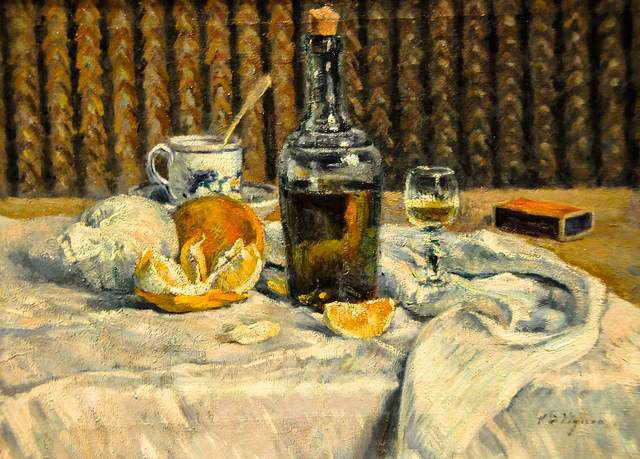
Still-life with Oranges
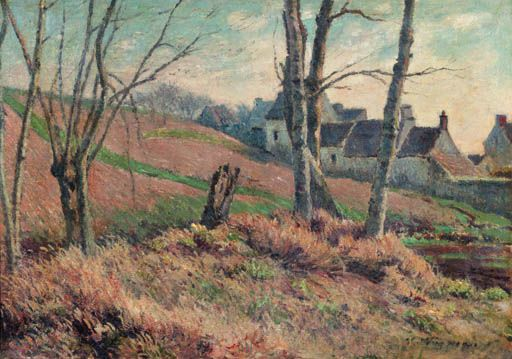
Group of Houses
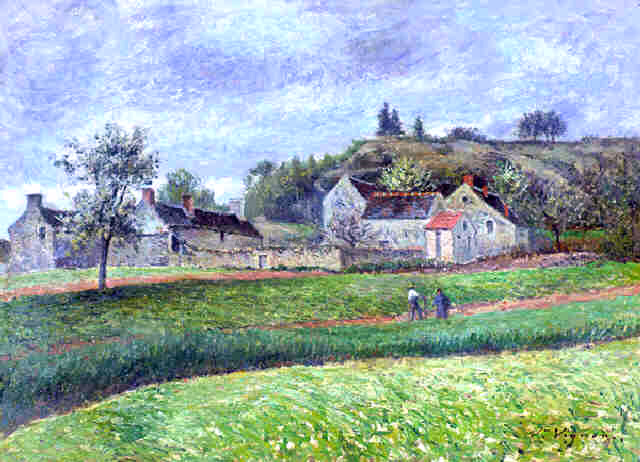
Village in Spring